# Лемурові
Лемурові (Lemuridae) — родина напівмавп ссавців ряду приматів ендемічних для Мадагаскару. У Стародавньому Римі слово «лемур» означало «привид» (або «дух»). Родина отримала свою назву, оскільки вони ведуть переважно нічний спосіб життя. Розмір лемурових коливається від миші до невеликої собаки, в той час як деякі викопні лемури були розміром з велику собаку.
Мешкають у тропічних лісах, добре лазять, бігають та стрибають по гілках дерев. Мають хапальні лапи з добре розвиненими сильними пальцями, якими вони чіпляються за гілки або нерівності кори. Харчуються плодами, ягодами, листям, квітами, деякі також корою, комахами, їхніми личинками. Більшість Лемурових активні вночі або у сутінках, вдень сплять у дуплах або гніздах. Живуть групами (4 — 10 особин) та навіть стадами (до 60 особин), інші парами та поодинці. Вагітність триває 2 — 5 місяців. Народжують 1 — 3 дитинчат.
Зубна формула {\displaystyle I{2 \over 2}C{1 \over 1}P{3 \over 3}M{3 \over 3}}.

## Класифікація
У родині лемурових 5 родів:
- Звичайні лемури (Eulemur)
  - Eulemur albifrons
  - Eulemur cinereiceps
  - Eulemur collaris
  - Вінценосний лемур (Eulemur coronatus)
  - Eulemur flavifrons
  - Бурий лемур (Eulemur fulvus)
  - Чорний лемур (Eulemur macaco)
  - Мангустовий лемур (Eulemur mongoz)
  - Червонопузий (Eulemur rubriventer)
  - Червонолобий лемур (Eulemur rufus)
  - Eulemur rufifrons
  - Eulemur sanfordi
- Рід Лагідні лемури (Hapalemur)
  - Hapalemur alaotrensis
  - Золотистий лемур (Hapalemur aureus)
  - Лагідний лемур (Hapalemur griseus)
  - Hapalemur meridionalis
  - Hapalemur occidentalis
- Рід Lemur
  - Лемур котячий (Lemur catta)
- Рід Prolemur
  - Широконосий лемур (Prolemur simus)
- Рід Varecia
  - Лемур варі (Varecia variegata)
  - Рудий варі (Varecia rubra)
- † Рід Pachylemur
  - † Pachylemur insignis
  - † Pachylemur jullyi